# Badulla
Badulla (Sinhala: බදුල්ල; Tamil: பதுளை) ist die Hauptstadt der Provinz Uva und des Distrikts Badulla in Sri Lanka. Die Stadt hat etwa 42.000 Einwohner (2005) und liegt im Südosten Sri Lankas am Fluss Badulu Oya.
Badulla war Sitz des singhalesischen Prinzen, der das Gebiet beherrschte, bevor es dem Britischen Empire einverleibt wurde. Danach wurde es Verwaltungssitz der Briten. 
Badulla ist Sitz des Bistums Badulla.